# Кастильони, Ливио
Ливио Кастильони (итал. Livio Castiglioni, 1911, Милан — 1979, Льерна , там же) — известный итальянский дизайнер и архитектор, является одним из основателей итальянского дизайна.

## Завод
- Система Scintilla, торшер «» Fontana Arte «» (с его сыном Пьеро Кастильони)
- Система «» «Искорка» «», стена «лампа» Fountain Art «» (с его сыном Пьеро Кастильони)

1969 Boalum, лампа «» Артемида «» (с Джанфранко Фраттини)
- Phonola, радио (с Луиджи Какшия Доминиони)[2]
- Caccia, Вилка, нож и ложка, столовые приборы (с Луиджи Какшия Доминиони) MOMA Музей современного искусства[3]